# Bloom (Machine Gun Kelly)
Bloom (gestileerd of geschreven als bloom) is het derde studioalbum van de Amerikaanse rapper Machine Gun Kelly. Het album werd op 12 mei 2017 uitgebracht door Interscope Records. Het album bestaat uit zes nummers die werden uitgebracht als single, waarvan drie na de release van het album. 
Machine Gun Kelly raadpleegde artiesten als Hailee Steinfeld en James Arthur (zang) en Ty Dolla $ign om mee te werken aan het album. "Bloom" werd grotendeels geproduceerd door Sean Combs. Het album en de single "Bad Things", met de half Cubaanse zangeres Camila Cabello, werd een succes in Nederland en Vlaanderen.
Het dertiende en laatste nummer op de plaat, "27", verwijst naar de leeftijd van de rapper op het ogenblik van de release en/of mogelijks naar de 27 Club. De single "27" werd uitgebracht een dag voor de 28ste verjaardag van Machine Gun Kelly op 21 april 2018.

## Nummers

#### Standaard
| Nr. | Titel                                                                 | Duur |
| --- | --------------------------------------------------------------------- | ---- |
| 1.  | The Gunner                                                            | 3:38 |
| 2.  | Wake + Bake                                                           | 3:03 |
| 3.  | Go for Broke (feat. James Arthur)                                     | 3:30 |
| 4.  | At My Best (feat. Hailee Steinfeld)                                   | 3:19 |
| 5.  | Kiss the Sky                                                          | 3:07 |
| 6.  | Golden God                                                            | 3:18 |
| 7.  | Trap Paris (feat. Quavo & Ty Dolla $ign) (met Quavo en Ty Dolla $ign) | 3:23 |
| 8.  | Moonwalkers (feat. DubXX)                                             | 3:05 |
| 9.  | Can't Walk                                                            | 3:05 |
| 10. | Bad Things (met Camila Cabello)                                       | 3:59 |
| 11. | Rehab                                                                 | 4:26 |
| 12. | Let You Go                                                            | 3:05 |
| 13. | 27                                                                    | 4:58 |

#### Bonus
| Nr. | Titel        | Duur |
| --- | ------------ | ---- |
| 1.  | The Break Up | 3:20 |
| 2.  | Habits       | 3:20 |